# Stroniewice
Stroniewice – wieś w Polsce położona w województwie łódzkim, w powiecie łowickim, w gminie Domaniewice.
Wieś duchowna położona była w drugiej połowie XVI wieku w powiecie sochaczewskim ziemi sochaczewskiej województwa rawskiego. Była wsią klucza chruślińskiego arcybiskupów gnieźnieńskich. W latach 1975–1998 miejscowość administracyjnie należała do województwa skierniewickiego.
Z miejscowości pochodzi znany polski socjolog Krzysztof Konecki – profesor zwyczajny Uniwersytetu Łódzkiego, twórca wizualnej teorii ugruntowanej.